# José Luis Mendilibar
José Luis Mendilibar (Zaldibar, 14 marzo 1961) è un allenatore di calcio ed ex calciatore spagnolo, di ruolo centrocampista, tecnico dell'Olympiacos.

## Carriera

### Allenatore

#### Esperienze nelle serie minori spagnole
Dopo una discreta carriera come centrocampista in società basche militanti nelle categorie inferiori, intraprende l'attività di allenatore con il Club Deportivo Arratia. I buoni risultati lo portano sulla panchina delle giovanili dell'Athletic Bilbao ed in seguito su quella della squadra riserve, il Bilbao Athletic.
Allena quindi l'Aurrerá Vitoria, il Lanzarote e l'Eibar.

#### Athletic Bilbao
Nel 2005 approda alla guida della prima squadra dell'Athletic Bilbao. Tuttavia con i baschi non ha fortuna, venendo esonerato all'inizio della stagione.

#### Real Valladolid
Passa quindi al Real Valladolid, dove ha allenato fino al 4 febbraio 2010.

#### Osasuna
Il 14 febbraio 2011 viene assunto dall'Osasuna. Il 3 settembre 2013, dopo un avvio di stagione difficile, viene esonerato dal club.

#### Levante
Il 29 maggio 2014 viene assunto dal Levante. Tuttavia, a seguito di un inizio di stagione negativo, il 20 ottobre 2014 rescinde il suo contratto con il club.

#### Eibar
Il 1º luglio 2015 assume nuovamente la carica di allenatore dell'Eibar, dove rimane fino al termine della stagione 2020-2021, culminata con la retrocessione del club.

#### Alavés
Il 28 dicembre 2021 viene assunto dall'Alavés, da cui viene esonerato il 3 aprile 2022 dopo avere vinto 1 sola gara su 12 in campionato.

#### Siviglia
Dopo quasi un anno senza panchina il 21 marzo 2023 viene chiamato ad allenare il Siviglia, in quel momento quattordicesimo nella classifica del campionato, a due punti dalla zona retrocessione; termina la Liga all'undicesimo posto. Nelle sue prime sette partite nelle coppe europee conduce la squadra alla vittoria dell'Europa League contro la Roma, vincendo la competizione ai rigori nella finale di Budapest. Il 6 giugno 2023 rinnova il proprio contratto con gli andalusi per un'altra stagione. L’8 ottobre seguente viene esonerato visto il deludente inizio di stagione con otto punti raccolti in altrettante partite di campionato.

#### Olympiakos
L'11 febbraio 2024 viene ingaggiato dall'Olympiacos. Subentrato a stagione in corso, conduce il club al terzo posto in campionato e alla vittoria della UEFA Europa Conference League, ottenuta battendo in finale la Fiorentina, conseguendo il primo trofeo europeo per una squadra greca e il suo secondo a livello personale. La stagione seguente invece vince campionato e coppa nazionale.

## Statistiche

### Statistiche da allenatore
Statistiche aggiornate al 19 maggio 2024. In grassetto le competizioni vinte.
| Stagione               | Squadra                | Campionato             | Campionato | Campionato | Campionato | Campionato | Coppe nazionali | Coppe nazionali | Coppe nazionali | Coppe nazionali | Coppe nazionali | Coppe continentali | Coppe continentali | Coppe continentali | Coppe continentali | Coppe continentali | Altre coppe | Altre coppe | Altre coppe | Altre coppe | Altre coppe | Totale | Totale | Totale | Totale | % Vittorie | Piazzamento |
| Stagione               | Squadra                | Comp                   | G          | V          | N          | P          | Comp            | G               | V               | N               | P               | Comp               | G                  | V                  | N                  | P                  | Comp        | G           | V           | N           | P           | G      | V      | N      | P      | %          | Piazzamento |
| ---------------------- | ---------------------- | ---------------------- | ---------- | ---------- | ---------- | ---------- | --------------- | --------------- | --------------- | --------------- | --------------- | ------------------ | ------------------ | ------------------ | ------------------ | ------------------ | ----------- | ----------- | ----------- | ----------- | ----------- | ------ | ------ | ------ | ------ | ---------- | ----------- |
| 1994-1995              | Arratia                | DRF                    | 38         | 16         | 8          | 14         | -               | -               | -               | -               | -               | -                  | -                  | -                  | -                  | -                  | -           | -           | -           | -           | -           | 38     | 16     | 8      | 14     | 42,11      | 7º          |
| 1995-1996              | Arratia                | DRF                    | 38         | 25         | 6          | 7          | -               | -               | -               | -               | -               | -                  | -                  | -                  | -                  | -                  | -           | -           | -           | -           | -           | 38     | 25     | 6      | 7      | 65,79      | 1º (prom.)  |
| Totale Arratia         | Totale Arratia         | Totale Arratia         | 76         | 41         | 14         | 21         |                 | -               | -               | -               | -               |                    | -                  | -                  | -                  | -                  |             | -           | -           | -           | -           | 76     | 41     | 14     | 21     | 53,95      |             |
| 1997-1998              | Baskonia               | TD                     | 38+6       | 20+5       | 11+1       | 7+0        | -               | -               | -               | -               | -               | -                  | -                  | -                  | -                  | -                  | -           | -           | -           | -           | -           | 44     | 25     | 12     | 7      | 56,82      | 1º (prom.)  |
| 1998-1999              | Baskonia               | TD                     | 38         | 14         | 15         | 9          | -               | -               | -               | -               | -               | -                  | -                  | -                  | -                  | -                  | -           | -           | -           | -           | -           | 38     | 14     | 15     | 9      | 36,84      | 7º          |
| 1999-2000              | Bilbao Athletic        | SDB                    | 38         | 15         | 10         | 13         | -               | -               | -               | -               | -               | -                  | -                  | -                  | -                  | -                  | -           | -           | -           | -           | -           | 38     | 15     | 10     | 13     | 39,47      | 8º          |
| 2000-2001              | Baskonia               | TD                     | 38         | 16         | 8          | 14         | -               | -               | -               | -               | -               | -                  | -                  | -                  | -                  | -                  | -           | -           | -           | -           | -           | 38     | 16     | 8      | 14     | 42,11      | 6º          |
| Totale Baskonia        | Totale Baskonia        | Totale Baskonia        | 114+6      | 50+5       | 34+1       | 30+0       |                 | -               | -               | -               | -               |                    | -                  | -                  | -                  | -                  |             | -           | -           | -           | -           | 120    | 55     | 35     | 30     | 45,83      |             |
| 2001-2002              | Aurrerá Vitoria        | SDB                    | 38         | 12         | 18         | 8          | -               | -               | -               | -               | -               | -                  | -                  | -                  | -                  | -                  | -           | -           | -           | -           | -           | 38     | 12     | 18     | 8      | 31,58      | 8º          |
| 2002-2003              | Lanzarote              | SDB                    | 38+6       | 17+0       | 13+1       | 8+5        | CR              | 3               | 1               | 0               | 2               | -                  | -                  | -                  | -                  | -                  | -           | -           | -           | -           | -           | 47     | 18     | 14     | 15     | 38,30      | 3º          |
| 2003-2004              | Lanzarote              | SDB                    | 38+6       | 19+1       | 9+2        | 10+3       | CR              | 4               | 2               | 0               | 2               | -                  | -                  | -                  | -                  | -                  | -           | -           | -           | -           | -           | 48     | 22     | 11     | 15     | 45,83      | 1º          |
| Totale Lanzarote       | Totale Lanzarote       | Totale Lanzarote       | 76+12      | 36+1       | 22+3       | 18+8       |                 | 7               | 3               | 0               | 4               |                    | -                  | -                  | -                  | -                  |             | -           | -           | -           | -           | 95     | 40     | 25     | 30     | 42,11      |             |
| 2004-2005              | Eibar                  | SD                     | 42         | 20         | 13         | 9          | CR              | 1               | 0               | 1               | 0               | -                  | -                  | -                  | -                  | -                  | -           | -           | -           | -           | -           | 43     | 20     | 14     | 9      | 46,51      | 4º          |
| lug.-ott. 2005         | Athletic Bilbao        | PD                     | 10         | 1          | 3          | 6          | CR              | 1               | 1               | 0               | 0               | Int.               | 2                  | 1                  | 0                  | 1                  | -           | -           | -           | -           | -           | 13     | 3      | 3      | 7      | 23,08      | Eson.       |
| 2006-2007              | Real Valladolid        | SD                     | 42         | 26         | 10         | 6          | CR              | 8               | 6               | 1               | 1               | -                  | -                  | -                  | -                  | -                  | -           | -           | -           | -           | -           | 50     | 32     | 11     | 7      | 64,00      | 1º (prom.)  |
| 2007-2008              | Real Valladolid        | PD                     | 38         | 11         | 12         | 15         | CR              | 4               | 1               | 3               | 0               | -                  | -                  | -                  | -                  | -                  | -           | -           | -           | -           | -           | 42     | 12     | 15     | 15     | 28,57      | 15º         |
| 2008-2009              | Real Valladolid        | PD                     | 38         | 12         | 7          | 19         | CR              | 4               | 2               | 1               | 1               | -                  | -                  | -                  | -                  | -                  | -           | -           | -           | -           | -           | 42     | 14     | 8      | 20     | 33,33      | 16º         |
| lug. 2009-feb. 2010    | Real Valladolid        | PD                     | 20         | 3          | 9          | 8          | CR              | 2               | 1               | 0               | 1               | -                  | -                  | -                  | -                  | -                  | -           | -           | -           | -           | -           | 22     | 4      | 9      | 9      | 18,18      | Eson.       |
| Totale Real Valladolid | Totale Real Valladolid | Totale Real Valladolid | 138        | 52         | 38         | 48         |                 | 18              | 10              | 5               | 3               |                    | -                  | -                  | -                  | -                  |             | -           | -           | -           | -           | 156    | 62     | 43     | 51     | 39,74      |             |
| feb.-giu. 2011         | Osasuna                | PD                     | 15         | 8          | 1          | 6          | CR              | -               | -               | -               | -               | -                  | -                  | -                  | -                  | -                  | -           | -           | -           | -           | -           | 15     | 8      | 1      | 6      | 53,33      | Sub. 9º     |
| 2011-2012              | Osasuna                | PD                     | 38         | 13         | 15         | 10         | CR              | 4               | 1               | 1               | 2               | -                  | -                  | -                  | -                  | -                  | -           | -           | -           | -           | -           | 42     | 14     | 16     | 12     | 33,33      | 7º          |
| 2012-2013              | Osasuna                | PD                     | 38         | 10         | 9          | 19         | CR              | 4               | 1               | 0               | 3               | -                  | -                  | -                  | -                  | -                  | -           | -           | -           | -           | -           | 42     | 11     | 9      | 22     | 26,19      | 16º         |
| lug.-set. 2013         | Osasuna                | PD                     | 3          | 0          | 0          | 3          | CR              | -               | -               | -               | -               | -                  | -                  | -                  | -                  | -                  | -           | -           | -           | -           | -           | 3      | 0      | 0      | 3      | &0,00      | Eson.       |
| Totale Osasuna         | Totale Osasuna         | Totale Osasuna         | 94         | 31         | 25         | 38         |                 | 8               | 2               | 1               | 5               |                    | -                  | -                  | -                  | -                  |             | -           | -           | -           | -           | 102    | 33     | 26     | 43     | 32,35      |             |
| lug.-ott. 2014         | Levante                | PD                     | 8          | 1          | 2          | 5          | CR              | -               | -               | -               | -               | -                  | -                  | -                  | -                  | -                  | -           | -           | -           | -           | -           | 8      | 1      | 2      | 5      | 12,50      | Eson.       |
| 2015-2016              | Eibar                  | PD                     | 38         | 11         | 10         | 17         | CR              | 4               | 1               | 0               | 3               | -                  | -                  | -                  | -                  | -                  | -           | -           | -           | -           | -           | 42     | 12     | 10     | 20     | 28,57      | 14º         |
| 2016-2017              | Eibar                  | PD                     | 38         | 15         | 9          | 14         | CR              | 6               | 3               | 2               | 1               | -                  | -                  | -                  | -                  | -                  | -           | -           | -           | -           | -           | 44     | 18     | 11     | 15     | 40,91      | 10º         |
| 2017-2018              | Eibar                  | PD                     | 38         | 14         | 9          | 15         | CR              | 2               | 0               | 0               | 2               | -                  | -                  | -                  | -                  | -                  | -           | -           | -           | -           | -           | 40     | 14     | 9      | 17     | 35,00      | 9º          |
| 2018-2019              | Eibar                  | PD                     | 38         | 11         | 14         | 13         | CR              | 2               | 0               | 1               | 1               | -                  | -                  | -                  | -                  | -                  | -           | -           | -           | -           | -           | 40     | 11     | 15     | 14     | 27,50      | 12º         |
| 2019-2020              | Eibar                  | PD                     | 38         | 11         | 9          | 18         | CR              | 3               | 2               | 0               | 1               | -                  | -                  | -                  | -                  | -                  | -           | -           | -           | -           | -           | 41     | 13     | 9      | 19     | 31,71      | 14º         |
| 2020-2021              | Eibar                  | PD                     | 38         | 6          | 12         | 20         | CR              | 3               | 2               | 0               | 1               | -                  | -                  | -                  | -                  | -                  | -           | -           | -           | -           | -           | 41     | 8      | 12     | 21     | 19,51      | 20º (retr.) |
| Totale Eibar           | Totale Eibar           | Totale Eibar           | 270        | 88         | 76         | 106        |                 | 21              | 8               | 4               | 9               |                    | -                  | -                  | -                  | -                  |             | -           | -           | -           | -           | 291    | 96     | 80     | 115    | 32,99      |             |
| dic. 2021-apr. 2022    | Alavés                 | PD                     | 12         | 1          | 4          | 7          | CR              | -               | -               | -               | -               | -                  | -                  | -                  | -                  | -                  | -           | -           | -           | -           | -           | 12     | 1      | 4      | 7      | &8,33      | Sub., Eson. |
| mar.-giu. 2023         | Siviglia               | PD                     | 12         | 6          | 3          | 3          | CR              | -               | -               | -               | -               | UCL+UEL            | 0+5                | 0+2                | 0+3                | 0+0                | -           | -           | -           | -           | -           | 17     | 8      | 6      | 3      | 47,06      | Sub., 12º   |
| lug.-ott. 2023         | Siviglia               | PD                     | 8          | 2          | 2          | 4          | CR              | 0               | 0               | 0               | 0               | UCL                | 2                  | 0                  | 2                  | 0                  | SU+UCCC     | 1+1         | 0+0         | 1+1         | 0+0         | 12     | 2      | 6      | 4      | 16,67      | Eson.       |
| Totale Siviglia        | Totale Siviglia        | Totale Siviglia        | 20         | 8          | 5          | 7          |                 | 0               | 0               | 0               | 0               |                    | 7                  | 2                  | 5                  | 0                  |             | 2           | 0           | 2           | 0           | 29     | 10     | 12     | 7      | 34,48      |             |
| feb.-giu. 2024         | Olympiacos             | SL                     | 14         | 9          | 2          | 3          | CG              | -               | -               | -               | -               | UEL+UECL           | 0+9                | 0+7                | 0+0                | 0+2                | -           | -           | -           | -           | -           | 23     | 16     | 2      | 5      | 69,57      | Sub., 3º    |
| 2024-2025              | Olympiacos             | SL                     | 32         | 23         | 6          | 3          | CG              | 7               | 4               | 2               | 1               | UEL                | 10                 | 5                  | 3                  | 2                  | -           | -           | -           | -           | -           | 49     | 32     | 11     | 6      | 65,31      | 1º          |
| Totale Olympiacos      | Totale Olympiacos      | Totale Olympiacos      | 46         | 32         | 8          | 6          |                 | 7               | 4               | 2               | 1               |                    | 19                 | 12                 | 3                  | 4                  |             | -           | -           | -           | -           | 72     | 48     | 13     | 11     | 66,67      |             |
| Totale carriera        | Totale carriera        | Totale carriera        | 958        | 374        | 263        | 321        |                 | 62              | 28              | 12              | 22              |                    | 28                 | 15                 | 8                  | 5                  |             | 2           | 0           | 2           | 0           | 1 050  | 417    | 285    | 348    | 39,71      |             |

## Palmarès

### Allenatore

#### Competizioni nazionali
- Tercera División: 1

Baskonia: 1997-1998
- Segunda División B: 1

Lanzarote: 2003-2004
- Segunda División (Spagna): 1

Real Valladolid: 2006-2007
- Campionato greco: 1

Olympiacos: 2024-2025
- Coppa di Grecia: 1

Olympiacos: 2024-2025

#### Competizioni internazionali
- UEFA Europa League: 1

Siviglia: 2022-2023
- UEFA-CONMEBOL Club Challenge: 1

Siviglia: 2023
- UEFA Conference League: 1  (record condiviso con José Mourinho, David Moyes e Enzo Maresca)

Olympiakos: 2023-2024